# 哈納鎮區 (印第安納州拉波特縣)
哈納鎮區（英語：Hanna Township）是位於美國印第安納州拉波特縣的一個行政鎮區。

## 地方資料
根據2010年美國人口普查的數據，哈納鎮區的面積為68.70平方千米，當中陸地面積為68.30平方千米，而水域面積為0.40平方千米。當地共有人口965人，而人口密度為每平方千米14.05人。